# Shefa Amr
 (juillet 2008).
Si vous disposez d'ouvrages ou d'articles de référence ou si vous connaissez des sites web de qualité traitant du thème abordé ici, merci de compléter l'article en donnant les références utiles à sa vérifiabilité et en les liant à la section « Notes et références ».
Shefa Amr (en arabe, شفا عمرو ; en hébreu: שפרעם, Shfaram) est une ville israélienne de population arabe et druze, dont la moitié est de religion chrétienne, située à l'Est de Kiryat-Ata. Elle comprend une minorité importante de catholiques orientaux. Elle abrite de nombreux vestiges archéologiques. Shefa Amr fut la deuxième ville ou siégeait le Sanhédrin, et une communauté juive y résida du XVIe siècle au XXe siècle.

## Historique
La ville est habitée depuis des millénaires. C'est d'abord un village cananéen, mais il abrite aussi un sanhédrin et joue un rôle important dans les révoltes locales contre le pouvoir romain. L'endroit est christianisé dès les premiers temps et l'on y trouve les ruines d'une église byzantine et des tombes paléochrétiennes puis byzantines. Le village devient arabophone au Haut Moyen Âge. Les croisés le nomment Safran ou Sapharanum, Castrum Zafetanum, ou encore Cafram.
Les Croisés construisent à Shefa Amr une forteresse dont il ne reste aucun vestige. Saladin s'en sert de base arrière pour conquérir Saint-Jean-d'Acre. Shefa Amr revient aux mains des chevaliers croisés, jusqu'en 1291, date à laquelle la localité est conquise par les mamelouks.

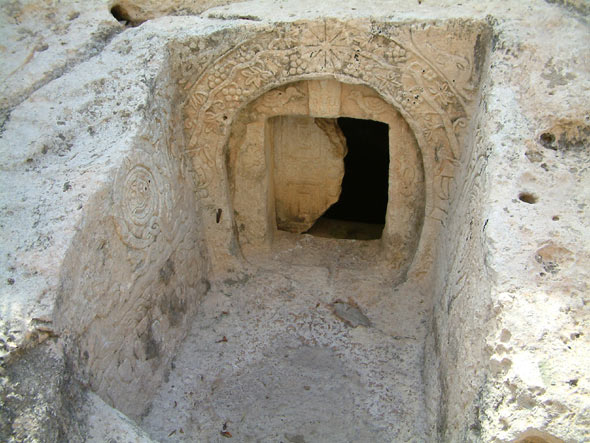
Entrée d'une des tombes paléochrétiennes

Lorsque la localité passe sous domination ottomane vers 1564, elle est le siège de rébellions contre l'autorité. Un firman de 1573 la mentionne comme abritant des chrétiens affiliés à Acre à l'esprit révolté. En 1596 elle fait partie d'un sous-district de moins d'une centaine de foyers. Ses habitants doivent payer des taxes occasionnelles en monnaie et des taxes régulières en nature (essentiellement des ovins), ainsi qu'un droit pour le pressoir d'huile du village.

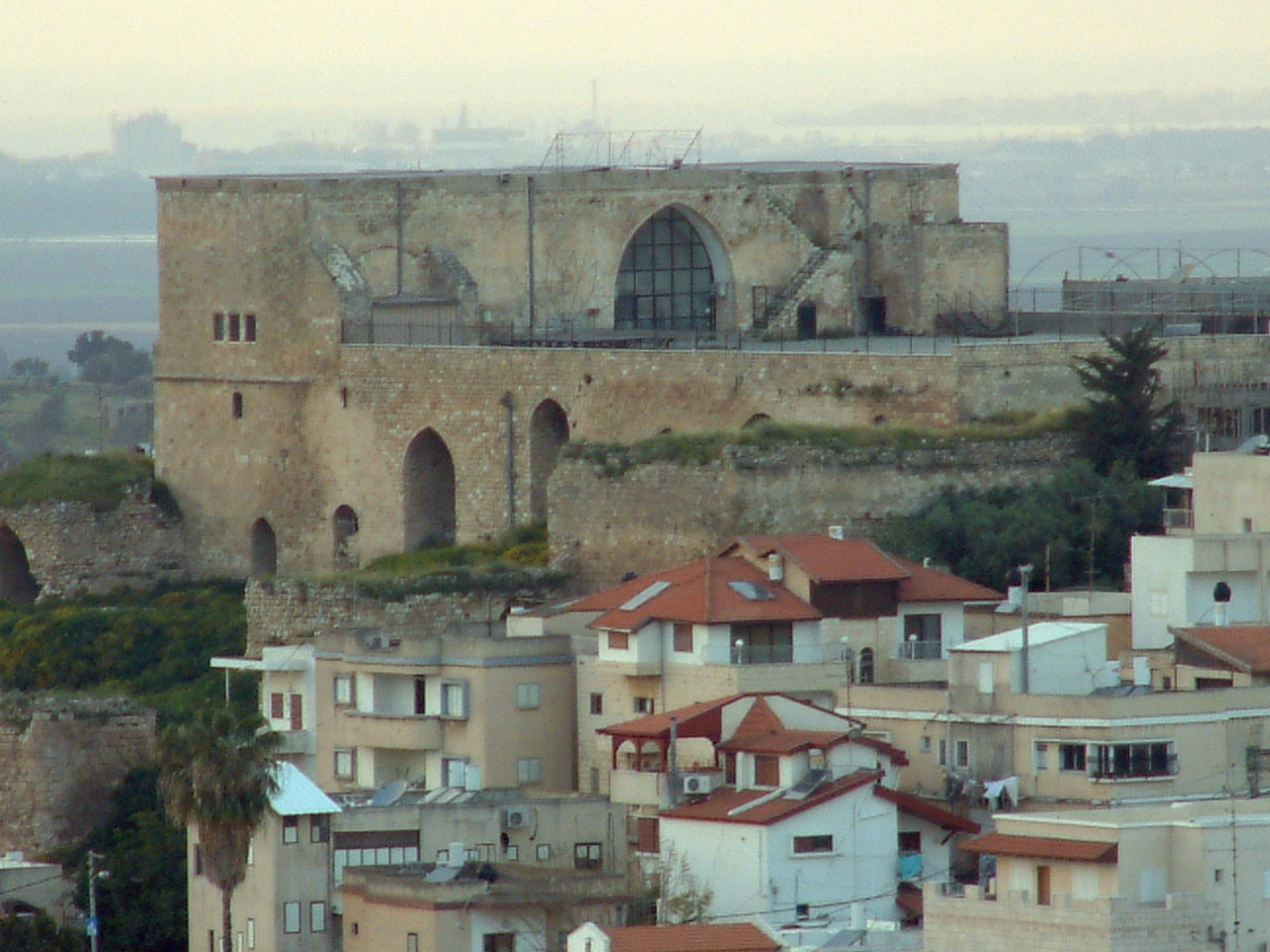
Ancienne forteresse de Shefa Amr

Le village ne devient qu'un bourg d'importance à partir du XVIIIe siècle. Le fils du gouverneur (cheikh) de Galilée, Osman fils de Daher el-Omar, permet d'y faire construire dans les années 1740 une nouvelle église qui existe toujours, l'église Saint-Pierre-et-Saint-Paul, lorsque la nouvelle forteresse est terminée, en échange des contributions des villageois à la construction de cette dernière. Il se peut que la forteresse d'Osman III ait été construite à l'emplacement de l'ancienne forteresse croisée.
La forteresse n'est pas détruite par la suite, comme le souhaitait le sultan à Constantinople, mais la population doit payer en échange des taxes supplémentaires. Plus tard la région passe sous l'autorité de Djezzar Pacha qui place à Shefa Amr un nouveau représentant Ibrahim Abou Qalush. Il existe une petite minorité juive qui arrive pour se louer comme ouvriers agricoles. En effet les plantations de coton se développent, ainsi que les ateliers textiles qui donnent une nouvelle prospérité à la bourgade, qui se peuple de nouveaux arrivés chrétiens, musulmans et Druzes.
En 1799 le cheikh local Yaqub Habaiby se rallie aux Français quand ces derniers, sous la conduite du général Bonaparte, viennent mettre le siège devant Saint Jean d'Acre. Il leur fournit du ravitaillement et implante dans le village un hôpital de campagne pour les blessés. Il lève aussi à ses frais une compagnie de cavaliers chrétiens. A la retraite française, cette compagnie partit en France où plusieurs de ses hommes servirent dans le corps des mamelouks de la Garde, certains jusqu'en 1814.
En 1875, la ville est peuplée de 2 500 habitants dont 1 200 musulmans, moins d'un millier de chrétiens orthodoxes ou grecs-catholiques, et le reste de Druzes et d'une dizaine de Juifs. En 1922, la ville compte 1 236 chrétiens, 623 musulmans, 402 Druzes. Les quelques familles juives se sont établies à Tel Aviv ou Jaffa après les révoltes arabes. En 1945 les autorités britanniques de la Palestine mandataire comptent en ville 1 560 chrétiens, 1 380 musulmans, 690 Druzes et autres, et 10 Juifs.

### Histoire de la communauté juive de la ville
C'est sous le règne de l'empereur Marc Aurèle que le Sanhédrin de 161 à 180 y séjourna. D'après la tradition orale gardée par la communauté juive de Shfaram depuis le XVIIIe siècle, la synagogue de cette même communauté, "Mahané Shkhina", se tient à l'emplacement du bâtiment qui abritait alors le Sanhédrin.
La Shefa Amr antique est située à l'emplacement actuel de la station de police, des églises et de la rue des Juifs. Cette dernière abrite une synagogue relativement moderne datant du XIXe siècle, reconnaissable par la Ménorah qui la surmonte. Les clés de l'édifice sont aujourd'hui aux mains d'une famille arabe voisine.
L'église située non loin de la synagogue est, d'après le témoignage de Sir Laurence Oliphant, construite sur les vestiges d'une église byzantine, construite elle-même sur ceux d'une plus ancienne synagogue. Non loin de l'église se dresse le bâtiment actuel de la police, vestige de la forteresse construite par Osman III au XVIIIe siècle. Cette dernière pouvait contenir une écurie de quare-cents chevaux. Elle fut détruite en 1910. On peut voir encore sur le fronton de la porte-Sud, la dédicace en l'honneur du bâtisseur et l'année de sa construction. Le toit du bâtiment offre un panorama s'étendant de Haïfa à Saint-Jean-d'Acre, et de Rosh-Hanikra au Mont Carmel.
Des années 1535 à 1539, on dénombre une dizaine de familles juives. D'après un témoignage datant de 1636, est mentionnée l'existence d'une synagogue dans la ville. Mais ce n'est qu'au XVIIIe siècle que la communauté juive de Shefa Amr prend son ampleur, sous la conduite du rabbin Haïm Aboulafia, personnalité reconnue même parmi la population bédouine de la région. Les Juifs de Shefa Amr vivent alors principalement du travail de la terre et particulièrement de la culture du coton, qu'ils exportent depuis le port de Saint-Jean-d'Acre vers l'Égypte et l'Europe.
Au XIXe siècle, lors de la courte période d'invasion égyptienne, la communauté juive de la ville paie ses impôts en mesures de blé et d'orge, d'après les écrits de Paolo Vita-Finzi, juif italien qui remplit la fonction de consule britannique à Saint-Jean-d'Acre au début du XXe siècle. Moïse Montefiore, dans un rapport dressé par en 1839 dénombre 107 Juifs sépharades à Shefa Amr.

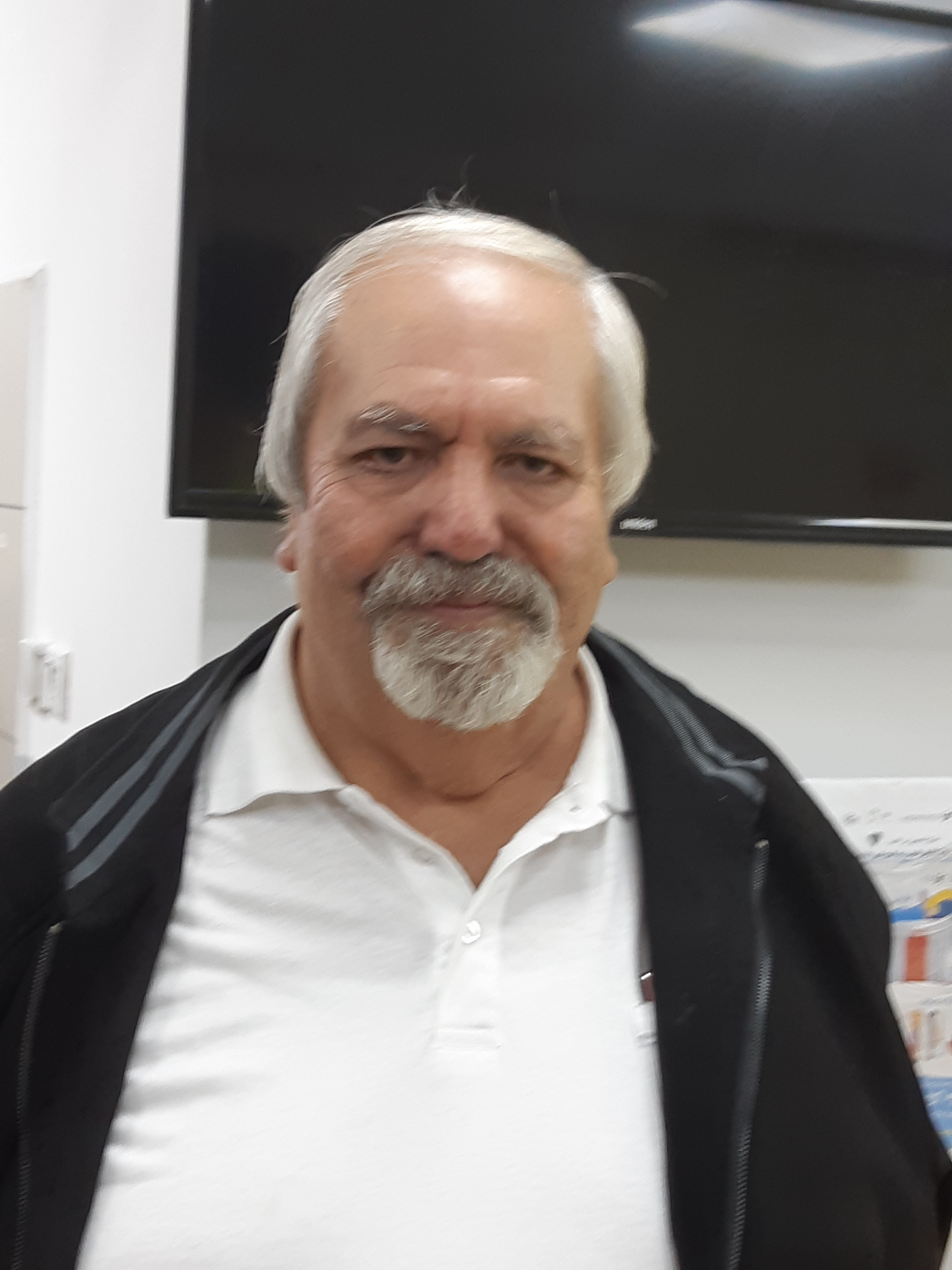
Orsan Yasen mayor of Shefa-Amr

Ainsi s'adresse la communauté juive de la ville en 1849 à Moïse Montefiore :
« Nous, tes humbles serviteurs [...] croulons sous le poids de la pauvreté et de la famine, la majorité de la sainte communauté a déjà quitté les lieux, et il ne reste que quelques pauvres à la recherche de pain. Nous, tes humbles serviteurs, vivions du fruit de la terre, mais, dû à l'oppression dont nous faisons l'objet, nous ne sommes plus en mesure ni de cultiver ni de semer, et nous craignons, que Dieu nous en préserve, de devoir abandonner la magnifique synagogue Mahané Shkhina ».
La majorité de la communauté abandonne alors les lieux pour Tibériade et Haïfa, laissant leurs terres aux mains des Druzes et des Arabes chrétiens.
La communauté juive de Shfaram était principalement composée de Juifs marocains dont une trentaine vint s'installer en 1850, et une douzaine en 1887. En 1920, il n'y a plus de Juifs à Shfaram.

### Après 1948

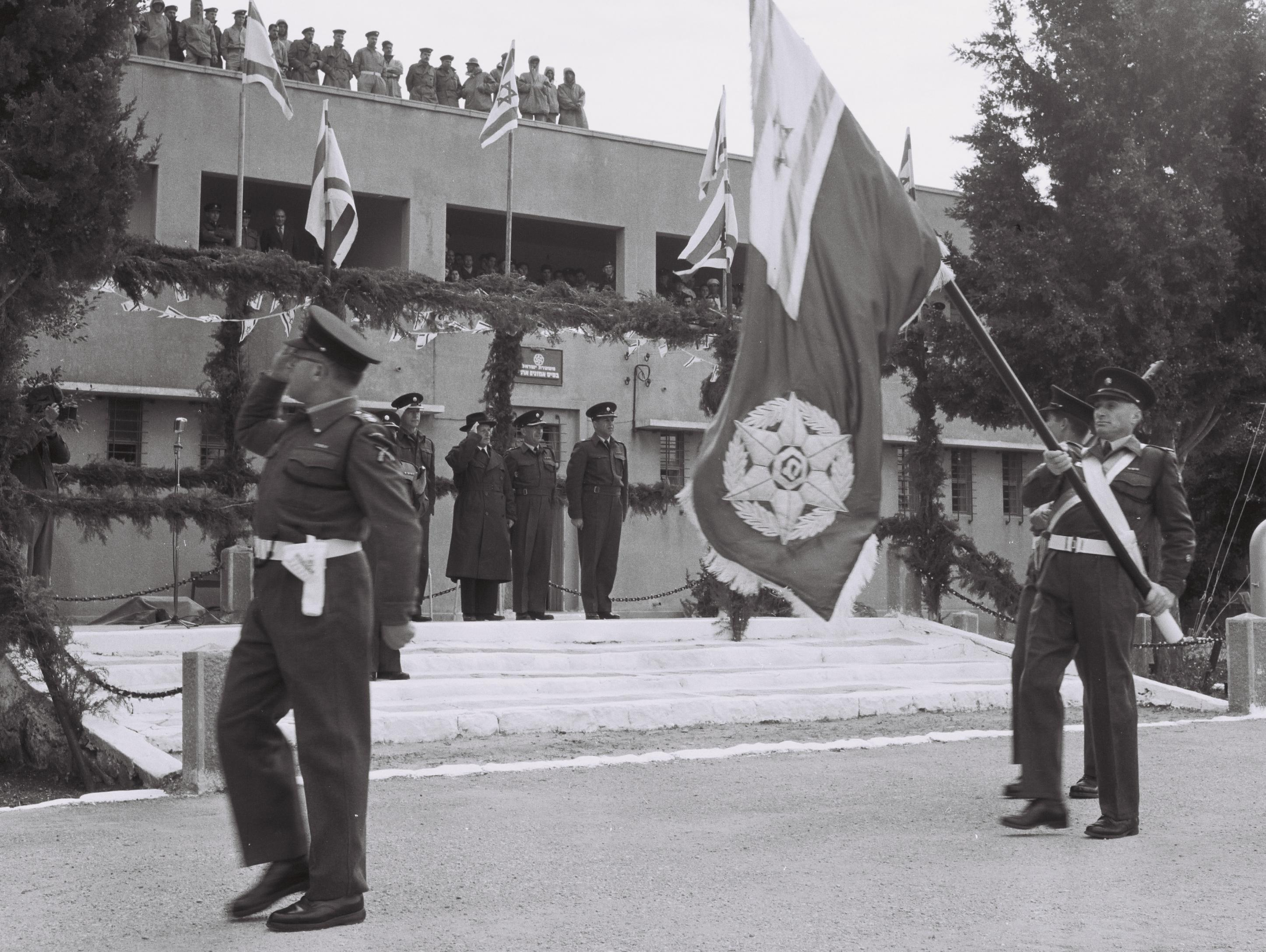
Défilé de la police en 1960

En 1945, il y a environ 3640 habitants à Shfar’am, dont 1560 Palestiniens chrétiens, 1380 Palestiniens musulmans, 10 Juifs et 690 « autres » (probablement des Druzes). Durant la guerre israélo-arabe de 1948, Shefa Amr sert de base aux forces armées druzes épaulées par quelques Arabes de la ville, en vue de l'offensive sur le kibboutz Ramat-Yohanan. Après la défaite arabe, de nombreux réfugiés arabes d'autres villages s'installent à Shefa Amr. Des confiscations de terres en 1950, 1952-1953 et 1963 ont lieu et sont ensuite déclarées zone militaire puis attribuées à des Israéliens [réf. nécessaire]. Le 4 août 2005, Eden Natan-Zada, commet un attentat à Shefa Amr, en tirant sur les passagers d'un autobus, tuant quatre personnes avant qu'il ne soient neutralisé puis lynché.
En 2009, Shefa Amr compte aujourd'hui 35 300 habitants, dont 59,5 % de Palestiniens musulmans, 26,3 % de Palestiniens chrétiens et 14,3 % de Druzes. Près de 45 % de la population a moins de vingt ans.
Cette municipalité arabe est loyale vis-à-vis de l'État d'Israël et a accepté de se joindre aux manifestations commémoratives des soixante ans de sa création.

## Architecture religieuse
- Église Saint-Pierre-et-Saint-Paul de Shefa Amr, XVIIIe siècle
- Couvent et école des Sœurs de Nazareth (1860)
- Église Saint-Jacques (sur les ruines d'une église byzantine du IVe siècle)
- Église Saint-Constantine-et-Sainte-Helène

## Culture

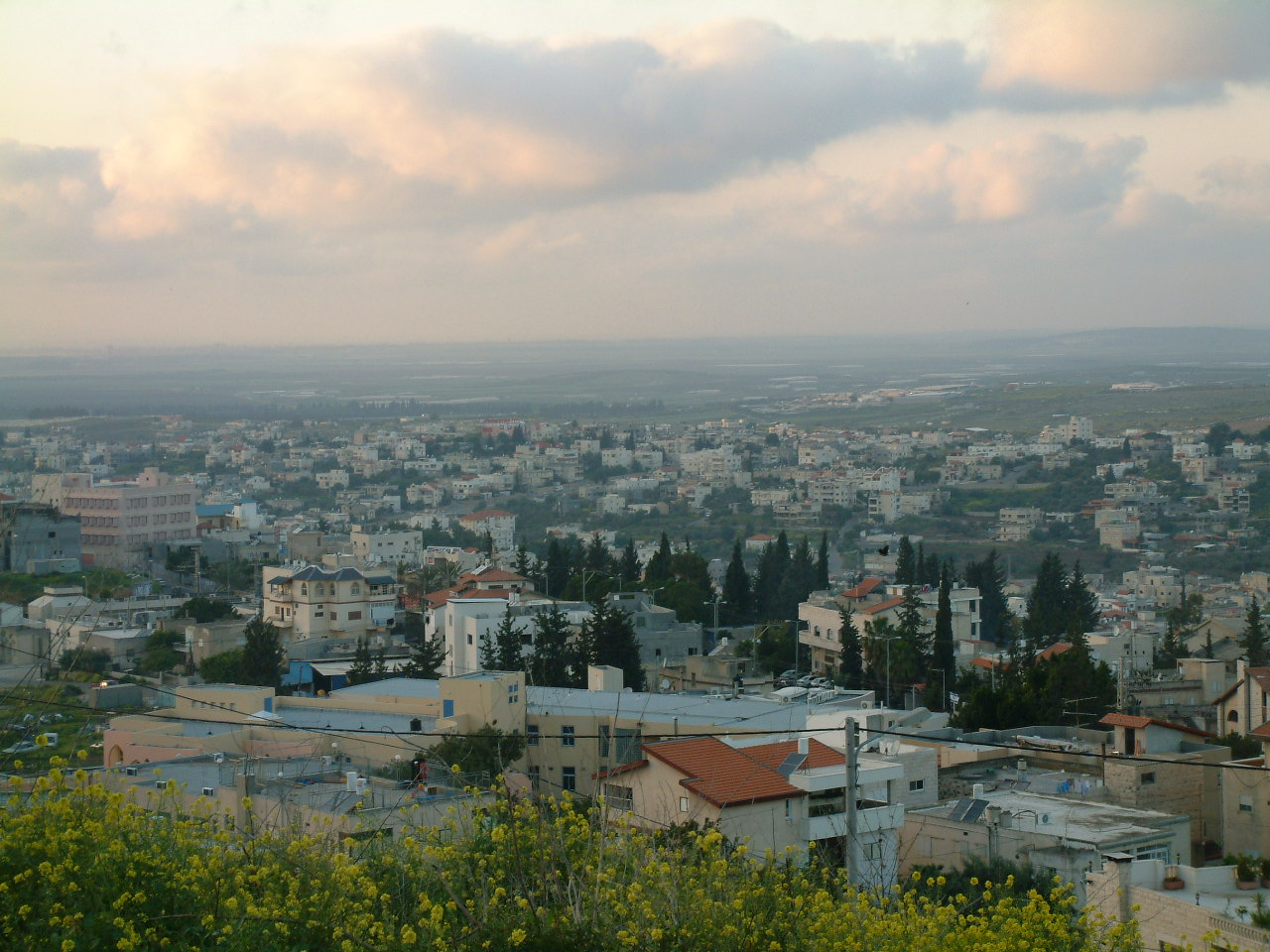
Panorama de la ville

- Théâtre: les premières représentations théâtrales ont lieu à Shefa Amr après la Seconde Guerre mondiale de la part des scouts chrétiens. Depuis plusieurs théâtres et compagnies théâtrales ont ouvert, surtout à partir des années 1970: les Fils du théâtre de Shfaram, le théâtre Athar, le théâtre de la maison de la jeunesse, le théâtre Alghourbal (ou théâtre national arabe), le plus important, et le théâtre Aloufok. Un festival annuel de trois jours a lieu tous les ans, organisé par Saïd Salamé.
- Musique: le conservatoire de musique a été fondé en 1999 par Aamer Nakhleh. Ses cours sont annuels. Un festival annuel s'y tient, appelé le festival du fort. Les enfants arabes de tout le pays y chantent des chants classiques et concourent pour la « meilleure voix de l'année ». Il existe aussi le chœur Ba'ath, fondé par Rahib Haddad au couvent des Sœurs de Nazareth qui fait des tournées dans tout le Proche-Orient.
- Icônes: la ville est connue pour sa production d'icônes, dont le peintre Boutrous Lusia est l'un des représentants éminents.

## Enseignement
Shefa Amr comprend vingt-trois écoles, dont onze écoles primaires et douze écoles secondaires pour 9 140 élèves (en 2007). 58 % d'entre eux accèdent aux études supérieures en moyenne.

## Personnes notables
- Karimeh Abbud